# Димитър Кушев
Димитър Хаджихристов Кушев е български политик, убит от комунистическия режим наложен в България след преврата от 1944 г.

## Биография
Роден е на 15 септември 1889 г. в село Поликраище. През 1917 година завършва гимназия във Велико Търново, а след това и Школа за запасни офицери. Участва в Първата световна война като взводен командир.
От 1923 година учи агрономство във Виена и Германия. В периода 1924 – 1926 г. работи по специалността си в Плевен и Търново. След това е учител в Земеделското училище в Садово до 1928 г. От 1929 до 1930 г. специализира винарство във Виена и Будапеща. Между 1931 и 1934 г. е Главен специалист в Министерството на земеделието и държавните имоти, и Главен секретар в същото министерство. От 1934 година е член и председател на Съюза на българските градинари. Също така е народен представител в Двадесет и четвъртото обикновено народно събрание. Димитър Кушев е министър на земеделието в периода 15 февруари 1941 – 11 април 1942. Изразява известни притесненияя относно обявяването на война на Англия и САЩ.
Осъден е на смърт от т.нар. Народен съд. На 26 август 1996 година присъдата е отменена с Решение № 172 на Върховния съд.